# Інженер-консультант
Інженер-консультант (від фр. ingénieur ← від лат. ingenium — здібності, винахідливість; лат. consultans — той, що дає поради) — спеціалізована інжинірингова організація або фахівець, що забезпечує організаційний та консультативний супровід проєктування та будівництва об'єктів.

## Основи професійної діяльності інженера-консультанта
Незалежний інженер-консультант є ключовою фігурою в стратегії розвитку будівельного бізнесу. Інженер-консультант виступає в ролі експерта, який консультує замовника з питань реалізації проєкту, займається підбором постачальників і підрядників, керує будівництвом на майданчику і повністю супроводжує проєкт на всіх стадіях будівництва і до його прийняття замовником.
У числі вимог до інженера-консультанта — об'єктивність і незалежність, прозорість усієї інформації, неможливість будь-яких «закулісних» дій, що ведуть до подорожчання проєктів та невиправданих витрат замовника.
Інженер-консультант безпосередньо працює із замовником і підрядником. Його завдання — контролювати виконання усіх пунктів договору, а саме дотримання термінів, контроль за будівництвом того об'єкту, який зазначений в контракті. У разі необхідності його залучають до участі у вирішенні спорів, особливо на етапах досудового (позасудового) врегулювання спорів через такі механізми як управління претензіями, медіація, ад'юдикація через Раду з врегулювання спорів (DAB), арбітраж тощо.
Одне з основних завдань інженера-консультанта — зниження вартості проекту. Чим нижче підсумкова вартість робіт, тим більший бонус за це може отримати інженер-консультант.

## Історія
В середині XIX століття, у зв'язку з ускладненням будівельних проектів і залученням до їх реалізації все більшої кількості учасників, стала виділятися професія інженера-консультанта, який наймався замовником в якості незалежного консультанта з будівництва і постачання будівельних матеріалів.
Інженери-консультанти не мали частки власності в об'єктах, що будувалися, і не були пов'язані договорами з підприємцями і будівельними компаніями. Вони продавали замовникові власний досвід і ноу-хау, забезпечуючи найкращий вибір підрядників, постачальників будівельних матеріалів та обладнання за рахунок власного незалежного статусу, який гарантував те, що вони не представляють інтересів будь-яких виробників, постачальників і підрядників.
З бурхливим розвитком на початку XX століття інституту інженерів-консультантів виникла необхідність в координації їх діяльності. З цією метою в ряді країн були створені національні асоціації інженерів-консультантів, первинним завданням яких було вироблення єдиних стандартів якості послуг, що надаються незалежними інженерами-консультантами. У 1903 році утворюється асоціація інженерів консультантів у Німеччині, у 1904 році — Данії, у 1905 році — США, у 1908 році — у Великій Британії, далі у Бельгії, Нідерландах, Швеції, Франції. У 1914 році була створена Польсько-російська асоціація інженерів-консультантів.
Подальший розвиток міжнародних зв'язків і формування інтернаціонального інвестиційно-будівельного ринку викликали необхідність в обміні досвідом і координації діяльності інженерів-консультантів різних країн.
У 1913 році, в ході проведення міжнародної промислової виставки в Бельгії, за ініціативи національних асоціацій Бельгії і Франції відбувся перший конгрес інженерів-консультантів, на якому була заснована FIDIC — Міжнародна федерація інженерів консультантів.
У 1992 році заснована EFCA (Європейська федерація інжинірингово-консалтингових асоціацій) — представниця Міжнародної федерації інженерів-консультантів у Європі, яка об'єднує 30 професійних національних асоціацій FIDIC країн Європейського Союзу.
У 2015 році в Україні створена Громадська спілка «Міждержавна гільдія інженерів-консультантів» (МГІК) — незалежне професійне об'єднання, яке ставить за мету приведення наявної в Україні моделі ринку інжинірингових та консалтингових послуг до загальновизнаних міжнародних стандартів.
На початку червня 2017 року у Копенгагені (Данія) відбулася щорічна конференція EFCA. На запрошення керівництва Федерації у роботі конференції взяв участь Президент МГІК Олександр Непомнящий. У перший день засідання Генеральна Асамблея EFCA ухвалила рішення про прийняття МГІК до складу EFCA.

## Інженер-консультант: міжнародна практика
Залучення третьої незалежної сторони — інженера-консультанта — є поширеною практикою реалізації договірних відносин за організаційними схемами управління будівництвом, установленими міжнародно визнаними принципами та умовами будівельних контрактів.
Юридичне керівництво зі складання міжнародних контрактів на будівництво, розроблене Комісією ООН з прав міжнародної торгівлі (UNCITRAL), визначає інженера-консультанта як одного з ключових суб'єктів ринку.
Інженер-консультант залучається до реалізації проєктів за багатьма міжнародно визнаними стандартними формами будівельних контрактів.

### Міжнародні стандартні форми будівельних контрактів
- Міжнародна федерація інженерів-консультантів (International Federation of Consulting Engineers, FIDIC) розробляє стандартні форми будівельних контрактів, які використовуються у всьому світі, як правило на вимогу міжнародних фінансових організацій.
- Комісією Організації Об'єднаних Націй з прав міжнародної торгівлі (United Nations Commission on International Trade Law, UNCITRAL) розроблено Юридичне керівництво зі складання міжнародних контрактів на будівництво, яке використовується в основному у країнах, що розвиваються.
- Інститут цивільних інженерів (Institution of Civil Engineers, ICE) видає документи, в першу чергу призначені для підрядних організацій, які, в основному, використовуються у Великій Британії, Гонконзі, Китаї, Сінгапурі.
- Новий інжиніринговий контракт (The New Engineering Contract, NEC) розроблений Інститутом цивільних інженерів Великої Британії на початку 1990-х років з метою впровадження нової форми контрактної стратегії, яка сприятиме більш ефективному управлінню проектами. Основна форма контракту написана простими термінами і може використовуватись для різних проектів. В основному використовується у Великій Британії і країнах Британської співдружності. Останнім часом почали використовуватись у країнах Східної Європи.
- Об'єднаний трибунал з контрактів (The Joint Contracts Tribunal, JCT) з 1931 року розробляє стандартні форми контрактів, інструкцій та інші стандартні документи, що використовуються в будівельній галузі.
- Асоціація архітекторів-консультантів (The Association of Consultant Architects, ACA) є національним професійним органом, який представляє архітекторів Великої Британії. ACA складено власну форму будівельного контракту з допоміжними документами.

### Інженер-консультант у контрактах FIDIC
Інженер-консультант став широко відомим в контексті застосування типових форм контрактів FIDIC, у яких він виступає як професійна фірма або приватна особа, наділена правами та обов'язками згідно з договором, що має у своєму штаті персонал відповідної кваліфікації для виконання відповідних робіт.
Залучення інженера-консультанта передбачає його незалежність, об'єктивність, неможливість застосування домовленостей, які б приводили до удорожчання проєкту або його ускладнення, невиправданому зростанню цін та витрат замовника.
Між замовником та інженером-консультантом укладається окремий договір (контракт), в якому визначені обсяги прав та обов'язків сторін. Типовий договір між замовником та інженером-консультантом наведений в Білій книзі FIDIC: «Модель контракту між Клієнтом і Консультантом».
Найбільш відомими є редакції цієї книги 1994 року (Третє видання), 2006 (Четверте видання) та 2017 (П'яте видання) років. Одразу редакція 2006 року користувачами контрактів FIDIC визнана неоднозначною та розбалансованою і практично не застосовується, а Білі книги 2006 та 2017 років мають суттєві відмінності. Наприклад:
- до п'ятого видання включено нову редакцію зобов'язання сторін діяти сумлінно і в дусі взаємної довіри. При цьому значення і ефект цього зобов'язання будуть різними в залежності від юрисдикції;
- консультанту надано право відкликати будь-яку ліцензію на інтелектуальну власність у разі невиплати клієнтом будь-яких сум, належних за контрактом, або платежів;
- було включено особливе зобов'язання, відповідно до якого клієнт несе відповідальність за точність, достатність і узгодженість всієї наданої ним, або іншими особами від його імені інформації;
- у положення про врегулювання суперечок були внесені поправки, які включають детальну процедуру розгляду, викладену в додатку до нової Білої книги;
- до нової Білої книги 2017 року було включено більш докладні положення про Варіації («Варіація» або «Варіація до переліку послуг» означає будь-яку зміну до обсягу послуг, пункт 1.1.25 Білої книги), в яких міститься процедура, якої необхідно дотримуватися для ініціювання Варіацій і для розрахунку їх впливу на проєкт та винагороду консультанта.

Мовою контракту може бути англійська (офіційна мова контрактів FIDIC) або мова країни, у якій реалізується проєкт. При цьому за погодженням сторін для зручності може існувати офіційний переклад контракту. Однак на сьогодні в Україні офіційні переклади хоча б основних типових форм контрактів FIDIC відсутні.

### Підготовка інженерів-консультантів FIDIC
Міжнародною федерацією інженерів-консультантів не вимагається і не здійснюється спеціальна сертифікація інженерів-консультантів FIDIC.
Наразі до роботи за контрактами FIDIC залучаються інженери-консультанти, які мають досвід участі в певній кількості аналогічних проєктів та підтверджують його при конкурсному відборі інженера-консультанта і ключового персоналу.
Інженер-консультант має відповідати національним вимогам до персоналу, встановленим на території країни, де реалізується проєкт будівництва.
В Україні підготовка та підтвердження кваліфікації за професією інженера-консультанта (будівництво) органом, акредитованим в установленому законодавством порядку, передбачає засвоєння як системи договірних відносин, визначених міжнародним публічним правом (у тому числі основних стандартних форм будівельних контрактів), так і вітчизняних умов укладання договорів у будівництві.
Водночас інженери-консультанти можуть проходити навчання за модулями FIDIC під керівництвом ліцензованих тренерів.

## Нормативна база діяльності інженера-консультанта в Україні
Законодавством визначено наступні терміни та поняття, пов'язані з діяльністю інженера-консультанта:
- інжинірингова діяльність у сфері будівництва (інжиніринг) — діяльність з надання послуг інженерного та технічного характеру, до яких належать проведення попередніх техніко-економічних обґрунтувань і досліджень, експертизи проєкту, розробка програм фінансування будівництва, організація виготовлення проєктної документації, проведення конкурсів і торгів, укладання договорів підряду, координація діяльності всіх учасників будівництва, а також здійснення технічного нагляду за будівництвом об'єкта архітектури та консультації економічного, фінансового або іншого характеру (стаття 1 Закону України «Про архітектурну діяльність»);
- інженер-консультант — суб'єкт господарювання, який надає дорожні консультаційні послуги з урахуванням умов, визначених у контрактах міжнародної федерації інженерів-консультантів FIDIC, або із залученням спеціалістів, що мають виданий відповідно до законодавства кваліфікаційний сертифікат для здійснення технічного нагляду за будівництвом автомобільних доріг загального користування (Вимоги щодо проведення контролю якості робіт з нового будівництва, реконструкції та ремонту автомобільних доріг загального користування, затверджені постановою Кабінету Міністрів України від 28.12.2016 № 1065);
- керівник будівництва (інженер-консультант у будівництві) — фізична особа з кваліфікаційним рівнем, підтвердженим третьою стороною, або юридична особа (інжинірингова компанія, яка має у своєму складі фахівців з кваліфікаційним рівнем, підтвердженим третьою стороною), яка в межах повноважень, делегованих замовником, здійснює керівництво реалізацією проєкту, надає замовнику консультації щодо вибору оптимальних шляхів його реалізації, приймає від його імені відповідні рішення або виконує інші функції (Мінімальні вимоги з охорони праці на тимчасових або мобільних будівельних майданчиках, затверджені наказом Мінсоцполітики від 23.06.2017 № 1050, зареєстрованим у Мін'юсті 08.09. 2017 за № 1111/30979).

Українським законодавством створено умови для діяльності інженера-консультанта у будівництві: до Державного класифікатора професій ДК 003:2010 включено нову професію «інженер-консультант (будівництво)», Довідником кваліфікаційних характеристик професій працівників (Випуск 64 «Будівельні, монтажні та ремонтно-будівельні роботи») визначено кваліфікаційні характеристики професії «інженер-консультант», встановлено правила визначення вартості послуг інженера-консультанта.
Основними нормативно-правовими актами і нормативними документами, що регулюють питання діяльності інженера-консультанта в Україні, є:
- Постанова Кабінету Міністрів України від 28.12.2016 № 1065 «Про затвердження вимог щодо проведення контролю якості робіт з нового будівництва, реконструкції та ремонту автомобільних доріг загального користування».
- Наказ Мінсоцполітики від 23.06.2017 № 1050 «Про затвердження Мінімальних вимог з охорони праці на тимчасових або мобільних будівельних майданчиках».
- Наказ Мінекономрозвитку від 26.10.2017 № 1542 «Про затвердження зміни № 6 до Національного класифікатора України ДК 003:2010».
- Наказ Мінрегіону 08.08.2017 № 197 "Про внесення змін до Довідника кваліфікаційних характеристик професій працівників Випуск 64 «Будівельні, монтажні та ремонтно-будівельні роботи» (зі змінами, внесеними наказом від 29.12.2017 № 350).
- Наказ національного органу стандартизації (ДП «УкрНДНЦ») від 16 .04.2018 № 102 «Про прийняття змін до національних нормативних документів».

### Професія інженер-консультант (будівництво)
Інженер-консультант виконує свої обов'язки, згідно з Кваліфікаційними характеристиками (Зміна № 11 до Випуску 64 «Будівельні, монтажні та ремонтно-будівельні роботи»), затвердженими наказом № 192 Міністерства регіонального розвитку, будівництва та житлово-комунального господарства України від 08.08.2017 (зі змінами, внесеними наказом від 29.12.2017 № 350) у рамках нормативів для базової професії «ІНЖЕНЕР-КОНСУЛЬТАНТ» (БУДІВНИЦТВО).
Цим документом установлено завдання та обов'язки, вимоги до освіти, досвіду й кваліфікації професії "Інженер-консультант (будівництво) за такими категоріями: Провідний інженер-консультант, Інженер-консультант І категорії, Інженер-консультант ІІ категорії, Інженер-консультант.

#### Провідний інженер-консультант
| Завдання та обов'язки | Мусить знати | Кваліфікаційні вимоги |
| --- | --- | --- |
| - Виступає представником інвестора (замовника) відповідно до укладеного договору в установленому законодавством порядку. - Консультує інвестора з питань залучення проєктних, генеральних підрядних організацій. - Бере участь у підготовці договору підряду та контролює дотримання його положень усіма учасниками будівництва. - Консультує з розробки організаційно-фінансових схем реалізації проекту будівництва з зазначенням усіх можливих організаційно-технологічних ризиків. - Контролює організаційно-технологічну надійність будівництва. - Бере участь та вносить пропозиції щодо стадійності проєктування, черг будівництва та етапів реалізації проєкту. - Консультує з питань формування бюджету проєкту у цілому, планів освоєння капітальних вкладень, обсягів фінансування окремих етапів будівництва та оптимізації інвестицій. - Контролює витрачання коштів на усіх етапах будівництва. - Аналізує результати перевірок та обґрунтованість висновків державних контролювальних і наглядових органів. - Бере участь в аналізі претензій, які виникли між учасниками реалізації проєкту, розробленні відповідних пропозицій щодо їх усунення. | - Закони, постанови, розпорядження та накази, методичні, нормативні й інші керівні матеріали з питань організації будівництва, технологію й організацію будівельного виробництва, перспективи технічного та економічного розвитку галузі; - Порядок проведення публічних закупівель (тендерів), укладання та виконання контрактів (договорів); - Методи управління; - Основи планування, статистики, фінансування будівництва, менеджменту, маркетингу; - Етику ділового спілкування та ведення переговорів; - Позасудові способи вирішення спорів, правила та норми охорони праці, виробничої санітарії, протипожежного захисту й охорони навколишнього середовища; - Правила та порядок використання сучасної обчислювальної техніки та відповідне програмне забезпечення. | - Вища освіта другого рівня за ступенем магістра та спеціальністю відповідної галузі знань. - Стаж роботи за професією інженера-консультанта (будівництво) І категорії — не менше 5 років або наявність кваліфікаційних сертифікатів за професіями провідного інженера з технічного нагляду та провідного інженера-проєктувальника або провідного експерта будівельного. - Підвищення кваліфікації. - Наявність сертифікату за кваліфікацією провідного інженера-консультанта (будівництво), виданого органом, акредитованим в установленому законодавством порядку. |

#### Інженер-консультант (будівництво) І категорії
| Завдання та обов'язки | Мусить знати | Кваліфікаційні вимоги |
| --- | --- | --- |
| - Бере участь у виборі постачальників по проєкту та виконавців будівельних робіт, оформлення договірних відносин з ними. - Розробляє пропозиції щодо управління організаційно-технологічними ризиками проекту. - Бере участь у здійсненні проєктування. Відповідно до компетенції аналізує невідповідності, помилки чи пропуски в робочій документації та вживає заходи щодо їх усунення. - Бере участь у здійсненні авторського нагляду протягом всього періоду будівництва. - Здійснює нагляд за всіма діями підрядника в межах будівельного майданчика в розрізі безпеки виконання робіт, охорони праці та охорони навколишнього середовища. - Бере участь у здачі в експлуатацію завершеного будівельного об'єкта. | - Закони, постанови, розпорядження та накази, методичні, нормативні й інші керівні матеріали з питань організації будівництва, технологію й організацію будівельного виробництва, перспективи технічного та економічного розвитку галузі; - Порядок проведення публічних закупівель (тендерів), укладання та виконання контрактів (договорів); - Методи організації і проведення досліджень та експертних оцінок, основи планування, статистики, фінансування будівництва, менеджменту, маркетингу; - Етику ділового спілкування та ведення переговорів; - Правила та норми охорони праці, виробничої санітарії, протипожежного захисту й охорони навколишнього середовища; - Правила та порядок використання сучасної організаційної й обчислювальної техніки та відповідне програмне забезпечення. | - Вища освіта другого рівня за ступенем магістра та спеціальністю відповідної галузі знань. - Стаж роботи за професією інженера-консультанта (будівництво) ІІ категорії — не менше 5 років або наявність кваліфікаційних сертифікатів за професіями за професіями інженера з технічного нагляду І категорії та інженера-проектувальника І категорії або експерта будівельного І категорії. - Підвищення кваліфікації. - Наявність сертифікату за кваліфікацією інженера-консультанта (будівництво) І категорії, виданого органом, акредитованим в установленому законодавством порядку. |

#### Інженер-консультант (будівництво) ІІ категорії
| Завдання та обов'язки | Мусить знати | Кваліфікаційні вимоги |
| --- | --- | --- |
| - Бере участь у передпроєктних роботах та підготовці вихідних даних щодо проєктної документації на будівництво об'єкту. - Відповідно до укладеного договору представляє інтереси замовника у державних наглядових органах та інших органах державної влади, під час ділових взаємовідносин на підприємствах (організаціях) усіх форм власності. - Бере участь у проведенні технічного нагляду протягом усього періоду будівництва об'єкта. - У разі ухвалення рішення щодо консервації об'єкта бере участь у розробці необхідних заходів, визначенні термінів їх виконання та організації контролю за їх виконанням. | - Закони, постанови, розпорядження та накази, методичні, нормативні й інші керівні матеріали з питань організації будівництва, технологію й організацію будівельного виробництва, перспективи технічного та економічного розвитку галузі; - Порядок проведення публічних закупівель (тендерів), укладання та виконання контрактів (договорів); - Етику ділового спілкування та ведення переговорів; - Правила та норми охорони праці, виробничої санітарії, протипожежного захисту й охорони навколишнього середовища; - Правила та порядок використання сучасної організаційної й обчислювальної техніки та відповідне програмне забезпечення. | - Вища освіта другого рівня за ступенем магістра та спеціальністю відповідної галузі знань. - Стаж роботи за професією інженера-консультанта (будівництво) не менше 5 років або наявність кваліфікаційних сертифікатів за професіями інженера технічного нагляду ІІ категорії та інженера-проектувальника ІІ категорії або експерта будівельного ІІ категорії. - Підвищення кваліфікації. - Наявність сертифікату за кваліфікацією інженера- консультанта (будівництво) ІІ категорії, виданого органом, акредитованим в установленому законодавством порядку. |

#### Інженер-консультант (будівництво)
| Завдання та обов'язки | Мусить знати | Кваліфікаційні вимоги |
| --- | --- | --- |
| - Бере участь у контролі відповідності проєктним рішенням використаних матеріально-технічних ресурсів, у перевірці обсягів виконаних будівельних робіт та якості будівельних матеріалів, у передпроєктних роботах та підготовці вихідних даних щодо проєктної документації на будівництво об'єкта. - Виконує завдання, визначені цим розділом, під керівництвом інженера-консультанта (будівництво) більш високої кваліфікації. | - Закони, постанови, розпорядження та накази, методичні, нормативні й інші керівні матеріали з питань організації будівництва, технологію й організацію будівельного виробництва, перспективи технічного та економічного розвитку галузі; - Порядок укладання та виконання контрактів (договорів); - Етику ділового спілкування та ведення переговорів; - Правила та норми охорони праці, виробничої санітарії, протипожежного захисту й охорони навколишнього середовища; - Правила та порядок використання сучасної організаційної й обчислювальної техніки та відповідне програмне забезпечення. | - Вища освіта другого рівня за ступенем магістра та спеціальністю відповідної галузі знань. - Стаж роботи у сфері будівництва — не менше 5 років. |

## Функціонування інженерів-консультантів в Україні
В Україні набувають поширення послуги інженера-консультанта. На сьогодні його залучають насамперед при реалізації проектів, що фінансуються міжнародними фінансовими організаціями, оскільки часто це є вимогою світових та європейських банків. Незалежний контроль якості робіт силами інженера-консультанта запроваджується у дорожньому будівництві. Затребуваною така послуга може стати і для органів місцевого самоврядування.
Першою в Україні організацією, яка працює над приведенням наявної моделі ринку інжинірингових та консалтингових послуг до загальновизнаних міжнародних стандартів, стала Громадська спілка «Міждержавна гільдія інженерів-консультантів»). Це незалежне професійне об'єднання, створене у 2015 році. Центральний офіс знаходиться у Києві, на проспекті Соборності, 15/17.

### Базові послуги інженера-консультанта
На основі кваліфікаційних характеристик професій працівників, а також виходячи з міжнародного досвіду та практики реалізації в Україні інвестиційних проєктів із залученням коштів міжнародних фінансових організацій, Міждержавна гільдія інженерів консультантів підготувала перелік базових послуг, які інженер-консультант (суб'єкт господарювання) може надавати клієнту, із орієнтовним визначенням їх вартості. Перелік розміщено у Збірнику офіційних документів і роз'яснень «ЦІНОУТВОРЕННЯ У БУДІВНИЦТВІ» (НВФ «ІНПРОЕКТ», м. Київ, випуск № 12, грудень 2017 р).
На різних стадіях інвестиційного проекту інженер-консультант (суб'єкт господарювання) може надавати клієнту такі послуги:
| №  | Стадія                                      | Послуги, які може надавати інженер-консультант |
| -- | ------------------------------------------- | --- |
| 1. | Передпроєктна                               | - Визначення переліку завдань, які необхідно виконати для реалізації проєкту. - Розроблення концепції проєкту. - Економічне та соціальне обґрунтування доцільності розроблення проєкту як складової вихідних даних для підготовки інвестиційного проєкту. - Забезпечення топогеодезичної зйомки ділянки, відведеної під будівництво. - Здійснення попередніх інженерно-геологічних вишукувань з метою визначення можливості розміщення об'єкта. - Збір вихідних даних для проєктування, у тому числі містобудівних умов і обмежень, технічних умов, складання завдання на проєктування. - Супровід розроблення інвестиційного проєкту (у разі його розроблення). - Розроблення та надання замовнику попереднього звіту, який містить фінансовий аналіз та прогноз ефективності проєкту, екологічні аспекти, дослідження соціального впливу а також перелік можливих ризиків для реалізації проєкту виходячи з проведеного аналізу та положень інвестиційного проєкту (у разі його розроблення). |
| 2. | Конкурс на проєктні роботи                  | - Підготовка тендерної документації. - Надання замовнику консультацій щодо процедури визначення переможця конкурсу. - Участь в оцінці тендерних пропозицій. - Узгодження положень та підготовка договірної документації між замовником і проектувальником відповідно до результатів конкурсу. |
| 3. | Проєктування                                | - Надання замовнику рекомендацій щодо оцінки варіантів розроблення проєкту, запропонованих проєктувальником. - Контроль за виконанням графіку розроблення проєктної документації. - Аналіз проєктних рішень, прийнятих проєктувальником, розгляд креслень та специфікацій. - Супровід експертизи проєктної документації. - Перевірка та погодження рахунків-фактур, виставлених проєктною та експертною організаціями за виконані роботи. - Доповідь Замовнику щодо можливості затвердження проєктної документації. |
| 4. | Конкурс на будівельні роботи                | - Підготовка тендерної документації. - Надання замовнику консультацій щодо процедури визначення переможця конкурсу. - Участь в оцінці тендерних пропозицій. - Узгодження положень та підготовка договірної документації між замовником і підрядником відповідно до результатів конкурсу. |
| 5. | Зміни, пов'язані з реалізацією проєкту      | - Аналіз наявного стану реалізації проєкту та своєчасне інформування замовника щодо залучених до виконання робіт субпідрядників та їх можливості. - Надання пропозицій щодо здешевлення вартості будівництва та покращення його якісних характеристик на підставі аналізу можливих альтернативних методів виконання робіт, заміни матеріалів та обладнання. - Забезпечення своєчасної координації діяльності замовника, підрядника і проєктної організації в частині внесення відповідних змін до проєктної документації або розроблення додаткових креслень, необхідність у яких виникла під час реалізації проєкту. - Надання замовнику рекомендацій щодо залучення до науково-технічного супроводу проєкту відповідних фахівців та/або організацій. |
| 6. | Технічний нагляд за будівництвом            | - Здійснення технічного нагляду за будівництвом об'єкта відповідно до Контракту. - Перевірка відповідності виконаних будівельних робіт, конструкцій, застосованих виробів, матеріалів та обладнання проєктним рішенням, вимогам державних стандартів, будівельних норм і правил. - Перевірка на всіх етапах здійснення будівельних робіт, у тому числі і прихованих робіт. - Перевірка наявності документів, які підтверджують якісні характеристики конструкцій, виробів, матеріалів та обладнання — технічних паспортів, сертифікатів, документів, що відображають результати лабораторних випробувань тощо. - Перевірка та візування актів виконаних робіт, змонтованого обладнання та устаткування в частині обсягів робіт та підготовка їх для передачі замовнику. - Ведення обліку обсягів прийнятих і оплачених будівельно-монтажних робіт, а також будівельно-монтажних робіт, виконаних з недоліками. - Отримання від підрядника необхідних сертифікатів якості та/або відповідності на матеріали, обладнання, устаткування у разі його поставки підрядником. - Надання у разі необхідності результатів польових або лабораторних випробувань і вимірів. - Ведення обліку всіх випробувань і тестів, своєчасне інформування замовника про всі відхилення і невідповідності. - Фото- і відеофіксація процесу виконання будівельних робіт. Участь у прийманні виконаних будівельно-монтажних робіт. |
| 7. | Спори, варіації, медіація                   | - Захист законних прав і інтересів замовника. - Аналіз фактів і виявлення проблем. - Ініціювання утворення органів з досудового розгляду та врегулювання спорів при реалізації проєкту. - Розгляд повідомлень підрядника про його претензії до замовника та аналіз можливих результатів у разі їх задоволення. - Стимулювання учасників конфлікту до пошуку нових рішень, прийнятних для всіх зацікавлених сторін. - Організація переговорів. - Створення підсумкових документів та затвердження угод (медіація). - Надання допомоги замовнику щодо будь-яких суперечок і претензій, які виникають між замовником і виконавцем (виконавцями), пов'язаними з проєктною документацією, роботами, що виконуються, поставками матеріалів, механізмів, устаткування, страхуванням відповідальності. - Запобігання виникненню потенційно спірних ситуацій. |
| 8. | Адміністрування проекту (функції замовника) | - Представництво інтересів замовника на всіх стадіях реалізації проєкту. - Виконання функцій менеджера проєкту. - Залучення до реалізації проєкту необхідних фахівців. - Розподіл ризиків та відповідальності за складовими проєкту. - Точне оцінювання необхідних витрат (коштів, часу і матеріальних ресурсів). - Організація затвердження проєктної документації. - Моніторинг вартості будівельних матеріалів, обладнання та устаткування. - Нагляд за реалізацією Контракту. - Контроль за своєчасним виконанням підрядником програми будівельних робіт, поставкою обладнання. - Організація управління з охорони праці на будівельному майданчику, у тому числі розроблення плану з охорони праці. - Ведення реєстру документації, передбаченої Контрактом, загальної звітності по Контракту, облік змін у контрактній документації. - Забезпечення зберігання оригіналів гарантій та сертифікатів відповідності на матеріали, обладнання, устаткування. - Проведення щотижневих нарад з метою контролю за виконанням сторонами умов Контракту в частині дотримання строків виконання положень Контракту, графіку оплати тощо. - Складення протоколів нарад та надсилання його всім учасникам. - Контроль за виконанням протокольних рішень. - Створення єдиної бази для планування, упорядкування кошторисів і контролю за витратами; встановлення зв'язку між роботами, передбаченими проєктом, і системою ведення бухгалтерського обліку. - Складання та надання замовнику місячних і квартальних звітів про хід реалізації проєкту. - Складання та оперативне надсилання замовнику (у разі необхідності) тривожних повідомлень та спеціальних звітів. - Прогнозування та надання пропозицій щодо упередження виникнення позаштатних ситуацій, участь у вирішенні таких ситуацій. - Розроблення пропозицій щодо уникнення виникнення позаштатних ситуацій у подальшому. - Взаємодія з наглядовими, природоохоронними органами, органами місцевого самоврядування, громадськістю. - Координація пуско-налагоджувальних робіт та забезпечення їх оперативного прийняття. - Участь в організації підключення об'єкта будівництва до відповідних інженерних мереж. - Відстеження виконання умов Контракту в частині витрат та відповідності затвердженим графікам та вартості. - Перевірка та підготовка для передачі замовнику рахунків-фактур, виставлених підрядником (проєктувальником) за виконані роботи, поставлені матеріали та обладнання. - Підготовка та узгодження між сторонами (у разі необхідності) змін, доповнень або додаткових угод до Контракту. - Щомісячне надання замовнику доповіді про фінансовий стан реалізації Контракту. - Вчасне інформування замовника про виникнення необхідності додаткового фінансування проекту. - Контроль за усуненням підрядником (проєктувальником) виявлених недоліків. - Організація та участь у прийнятті об'єкта будівництва в експлуатацію. - Контроль за здійсненням остаточних розрахунків за виконані роботи. - Підготовка підсумкового звіту про завершення реалізації проєкту у формі, затвердженій замовником. |

Розподіл функцій персоналу з надання базових послуг здійснюється згідно з Кваліфікаційними вимогами професії інженер-консультант (будівництво). Функції інженера-консультанта більш високого рівня кваліфікації поглинають функції фахівців нижчих рівнів.
Наведений перелік є орієнтовним та має рекомендаційний характер. Конкретний обсяг і вартість послуг має визначатися у договорі на підставі розрахунків інженера-консультанта в залежності від специфіки об'єкта, розподілу та спектру виконуваних функцій.

### Оплата послуг інженера-консультанта
Наказом національного органу стандартизації від 16.04.2018 № 102 прийнято зміни до ДСТУ Б. Д.1.1-1:2013 «Правила визначення вартості будівництва», розроблені НВФ «ІНПРОЕКТ» та Технічним комітетом стандартизації «Ціноутворення та кошторисне нормування у будівництві» за участі Міждержавної гільдії інженерів-консультантів.
ДСТУ установлено: «До глави 10 „Утримання служби замовника“ (графи 6 та 7) включаються кошти на утримання служби замовника (включаючи кошти на здійснення технічного нагляду) в розмірі, який, як правило, складає до 2,5 % від підсумку глав 1 — 9, графа 7. Якщо замовник будівництва залучає спеціалістів технічного нагляду з покладанням на них окремих функцій замовника будівництва, що обумовлюється договором, до глави 10 „Утримання служби замовника“ (графи 6 та 7) окремими рядками включаються кошти на утримання служби замовника (як правило, в розмірі до 1,0 %) та на здійснення технічного нагляду (як правило, в розмірі до 1,5 %). Додатково можуть включатися кошти на надання послуг інженера-консультанта (як правило, в розмірі до 3 %) у разі його залучення. Розмір вищезазначених коштів приймається за відповідними розрахунками. По об'єктах будівництва, спорудження яких здійснюється із залученням іноземних кредитів, наданих під державні гарантії, на стадії складання інвесторської кошторисної документації кошти на покриття витрат з надання послуг інженером-консультантом визначаються за обґрунтовуючими розрахунками в межах ліміту коштів, обчислених з використанням указаного показника, якщо інше не передбачено міжнародними договорами. Витрачання коштів здійснюється на підставі обґрунтовуючих розрахунків виходячи з трудовитрат спеціалістів на виконання ними своїх функцій та вартості одного людино-дня, погодженого із замовником».
Таким чином, передбачено можливість закладення у зведеному кошторисному розрахунку коштів на надання послуг інженера-консультанта. Отже замовник будівництва з урахуванням вартості, складності та інших особливостей проекту, виходячи з власних потреб і можливостей може:
- самостійно виконувати функції замовника і забезпечувати здійснення технічного нагляду силами власних працівників (кошти на утримання служби замовника включаючи кошти на здійснення технічного нагляду передбачаються в розмірі до 2,5 % від підсумку глав 1 — 9, графа 7 зведеного кошторисного розрахунку);
- залучати до виконання технічного нагляду сторонні організації або спеціалістів на договірній основі, залишаючи решту функцій замовника за собою (включаються кошти на утримання служби замовника в розмірі до 1,0 % та на здійснення технічного нагляду в розмірі до 1,5 %, разом — 2,5 %);
- залучати інженера-консультанта на виконання частини функцій замовника (додатково включаються кошти в розмірі до 3 %, разом — 5,5 %);
- залучати інженера-консультанта, який прийматиме від його імені всі необхідні рішення, фахово виконуватиме функції замовника та широке коло обов'язків, визначених договором (сума витрат встановлюється в розмірі до 5,5 % від глав 1-9 зведеного кошторисного розрахунку).